# Пфаффшвенде
Пфаффшвенде (нім. Pfaffschwende) — громада в Німеччині, розташована в землі Тюрингія. Входить до складу району Айхсфельд. Складова частина об'єднання громад Ерсгаузен/Гайсмар.
Площа — 4,03 км2. Населення становить 332 ос. (станом на 31 грудня 2021).